# Пролеће живота
„Пролеће живота” је југословенски ТВ филм из 1981. године. Режирала га је Бранка Богданов а сценарио је написала Мирјана Стефановић.

## Улоге
| Глумац                | Улога |
| --------------------- | ----- |
| Љубиша Бачић          |       |
| Вера Чукић            |       |
| Томанија Ђуричко      |       |
| Драгутин Добричанин   |       |
| Чарна Гајер           |       |
| Донка Игњатовић       |       |
| Паоло Магели          |       |
| Оливера Марковић      |       |
| Темира Покорни        |       |
| Јасмина Пуљо          |       |
| Миодраг Радовановић   |       |
| Ружица Сокић          |       |
| Данило Бата Стојковић |       |